# 唐·拉方丹
唐納德·勒羅伊·拉方丹（英語：Donald LeRoy LaFontaine，1940年8月26日—2008年9月1日）是美國配音員，40年來錄製了超過5,000部電影預告片和數十萬個電視廣告、網路促銷、電玩預告片。
最耳熟能詳的話為在一個世界上…（In a world...），這句話幾乎出現在所有電影預告片裡，至今已成為一個幽默的流行語。拉方丹因在電影界中廣為人知，與其綽號有“雷霆之喉”、“上帝之音”和“電影預告片大王”，他也透過GEICO保險和超級百萬彩票遊戲的廣告為更多觀眾熟知。

## 早年
1940年8月26日拉方丹出生於明尼蘇達州杜魯斯，父母是阿爾弗雷德·拉方丹 (Alfred LaFontaine) 和魯比·拉方丹 (Ruby LaFontaine)。13歲時說話聲音就開始沙啞，這給他帶來了低沉的聲音，後來為他帶來了巨大的名氣和成功。1958年從杜魯斯中央高中畢業後，他應徵入伍後在美國陸軍樂隊和美國陸軍合唱團擔任音頻工程師。

## 個人生活
曾有兩段婚姻，育有三個女兒，1967年與第一任妻子結婚，1988年離婚，之後與第二任妻子再婚，直至他離世。

## 晚年
2008年8月22日，長期吸菸的拉方丹因肺栓塞被送進洛杉磯的雪松西奈醫療中心，他的家人在Mediabistro公開祈禱。同年9月1日，拉方丹68歲生日六天後，亦住院十天後，因併發氣胸離世。後被安葬於好萊塢永恆公墓。